# Les Cluses
Les Cluses (în catalană Les Cluses) este o comună în departamentul Pyrénées-Orientales din sudul Franței. În 2009 avea o populație de 261 de locuitori.

## Evoluția populației
| An        | 1975 | 1982 | 1990 | 1999 | 2006 | 2009 |
| --------- | ---- | ---- | ---- | ---- | ---- | ---- |
| Populație | 115  | 148  | 165  | 219  | 240  | 261  |